# Xã Fine Lakes, Quận St. Louis, Minnesota
Xã Fine Lakes (tiếng Anh: Fine Lakes Township) là một xã thuộc quận St. Louis, tiểu bang Minnesota, Hoa Kỳ. Năm 2010, dân số của xã này là 134 người.